# Котушка (тара)

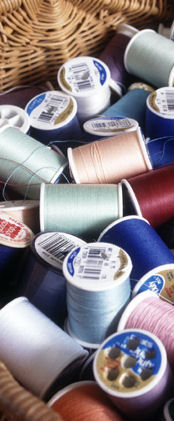
Котушки для ниток.

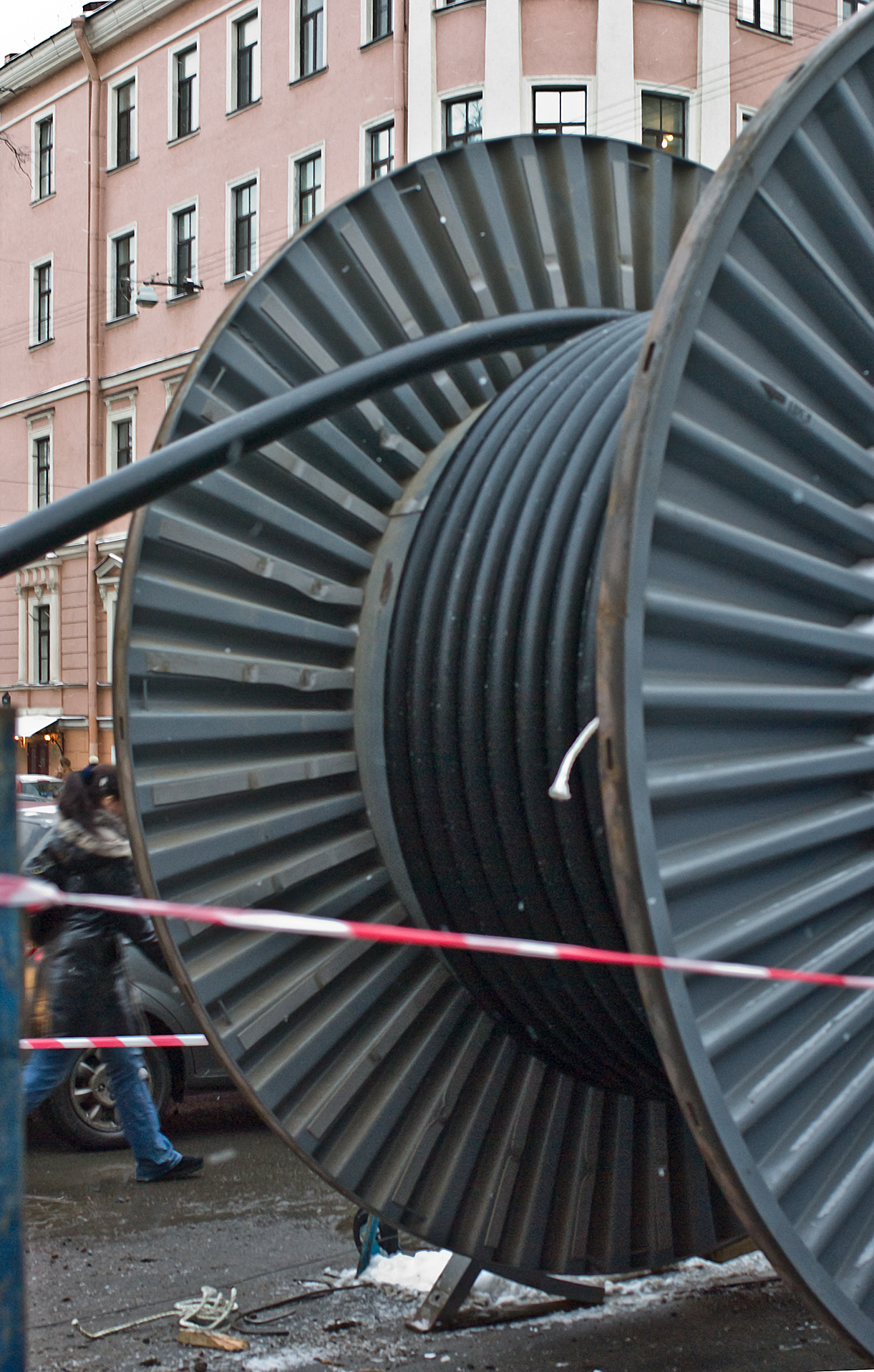
Триметрова котушка з силовим кабелем.

Коту́шка або кото́к — тара для намотування дроту, кабелю, ниток, мотузки тощо, з метою їхнього зберігання. Складається з порожнистої циліндричної основи з намотаним на неї дротом, кабелем чи гнучким трубопроводом, ниток, мотузки.
Котушка складається з осі в формі трубки й двох обмежників по краях.

## Види
- Котушка для ниток — тара для зберігання ниток. Колись вони виготовлялися з дерева й мали форму циліндра з двома обмежниками у вигляді зрізаних конусів або дисків. Зараз котушки такої форми частіше виготовляють з пластику. Інший варіант котушок для ниток — у вигляді картонного або пластикового циліндра.
- Котушка для кабелю — тара для силових і багатожильних проводів, кабелів. Сягають до 3—5 метрів у діаметрі.

## Інше
- В електротехніці широко відома котушка індуктивності[3].